# Список астероїдів (3101—3200)
| Назва                                | Тимчасове позначення | Дата відкриття    | Місце відкриття                            | Відкривач                                              |
| ------------------------------------ | -------------------- | ----------------- | ------------------------------------------ | ------------------------------------------------------ |
| 3101 Ґолдберґер (Goldberger)         | 1978 GB              | 11 квітня 1978    | Паломарська обсерваторія                   | Е. Гелін, Ґавріл Ґруеф, Дж. Волл                       |
| 3102 Krok                            | 1981 QA              | 21 серпня 1981    | Обсерваторія Клеть                         | Ладіслав Брожек                                        |
| 3103 Eger                            | 1982 BB              | 20 січня 1982     | Обсерваторія Піскештето                    | Міклош Ловас                                           |
| 3104 Дюрер (Durer)                   | 1982 BB1             | 24 січня 1982     | Станція Андерсон-Меса                      | Едвард Бовелл                                          |
| 3105 Штумпф (Stumpff)                | A907 PB              | 8 серпня 1907     | Обсерваторія Гейдельберг-Кеніґштуль        | Август Копф                                            |
| 3106 Морабіто (Morabito)             | 1981 EE              | 9 березня 1981    | Станція Андерсон-Меса                      | Едвард Бовелл                                          |
| 3107 Вівер (Weaver)                  | 1981 JG2             | 5 травня 1981     | Паломарська обсерваторія                   | Керолін Шумейкер                                       |
| 3108 Любов (Lyubov)                  | 1972 QM              | 18 серпня 1972    | КрАО                                       | Журавльова Людмила Василівна                           |
| 3109 Мачін (Machin)                  | 1974 DC              | 19 лютого 1974    | Гамбурзька обсерваторія                    | Любош Когоутек                                         |
| 3110 Ваґман (Wagman)                 | 1975 SC              | 28 вересня 1975   | Станція Андерсон-Меса                      | Г. Л. Джіклас                                          |
| 3111 Місузу (Misuzu)                 | 1977 DX8             | 19 лютого 1977    | Обсерваторія Кісо                          | Хірокі Косаї, Кіїтіро Фурукава                         |
| 3112 Хлєбников (Velimir)             | 1977 QC5             | 22 серпня 1977    | КрАО                                       | Черних Микола Степанович                               |
| 3113 Чижевський (Chizhevskij)        | 1978 RO              | 1 вересня 1978    | КрАО                                       | Черних Микола Степанович                               |
| 3114 Ерсілла (Ercilla)               | 1980 FB12            | 19 березня 1980   | Астрономічна станція Серро Ель Робле       | Обсерваторія Серро Ель Робле                           |
| 3115 Бейлі (Baily)                   | 1981 PL              | 3 серпня 1981     | Станція Андерсон-Меса                      | Едвард Бовелл                                          |
| 3116 Ґудрік (Goodricke)              | 1983 CF              | 11 лютого 1983    | Станція Андерсон-Меса                      | Едвард Бовелл                                          |
| 3117 Ньєпс (Niepce)                  | 1983 CM1             | 11 лютого 1983    | Станція Андерсон-Меса                      | Норман Томас                                           |
| 3118 Клейтонсміт (Claytonsmith)      | 1974 OD              | 19 липня 1974     | Астрономічний комплекс Ель-Леонсіто        | Обсерваторія Фелікса Аґілара                           |
| 3119 Добронравін (Dobronravin)       | 1972 YX              | 30 грудня 1972    | КрАО                                       | Смирнова Тамара Михайлівна                             |
| 3120 Данґранія (Dangrania)           | 1979 RZ              | 14 вересня 1979   | КрАО                                       | Черних Микола Степанович                               |
| 3121 Тамін (Tamines)                 | 1981 EV              | 2 березня 1981    | Обсерваторія Ла-Сілья                      | Анрі Дебеонь, Джованні де Санктіс                      |
| 3122 Florence                        | 1981 ET3             | 2 березня 1981    | Обсерваторія Сайдинг-Спрінг                | Ш. Дж. Бас                                             |
| 3123 Дангем (Dunham)                 | 1981 QF2             | 30 серпня 1981    | Станція Андерсон-Меса                      | Едвард Бовелл                                          |
| 3124 Канзас (Kansas)                 | 1981 VB              | 3 листопада 1981  | Обсерваторія Кітт-Пік                      | Девід Толен                                            |
| 3125 Хей (Hay)                       | 1982 BJ1             | 24 січня 1982     | Станція Андерсон-Меса                      | Едвард Бовелл                                          |
| 3126 Давидов (Davydov)               | 1969 TP1             | 8 жовтня 1969     | КрАО                                       | Черних Людмила Іванівна                                |
| 3127 Багратіон (Bagration)           | 1973 ST4             | 27 вересня 1973   | КрАО                                       | Черних Людмила Іванівна                                |
| 3128 Обручев (Obruchev)              | 1979 FJ2             | 23 березня 1979   | КрАО                                       | Черних Микола Степанович                               |
| 3129 Бонестелл (Bonestell)           | 1979 MK2             | 25 червня 1979    | Обсерваторія Сайдинг-Спрінг                | Е. Гелін, Ш. Дж. Бас                                   |
| 3130 Гілларі (Hillary)               | 1981 YO              | 20 грудня 1981    | Обсерваторія Клеть                         | Антонін Мркос                                          |
| 3131 Мейсон-Діксон (Mason-Dixon)     | 1982 BM1             | 24 січня 1982     | Станція Андерсон-Меса                      | Едвард Бовелл                                          |
| 3132 Ландграф (Landgraf)             | 1940 WL              | 29 листопада 1940 | Турку                                      | Люсі Отерма                                            |
| 3133 Sendai                          | A907 TC              | 4 жовтня 1907     | Обсерваторія Гейдельберг-Кеніґштуль        | Август Копф                                            |
| 3134 Костинський (Kostinsky)         | A921 VA              | 5 листопада 1921  | Сімеїз                                     | Сергій Бєлявський                                      |
| 3135 Лоєр (Lauer)                    | 1981 EC9             | 1 березня 1981    | Обсерваторія Сайдинг-Спрінг                | Ш. Дж. Бас                                             |
| 3136 Аньшань (Anshan)                | 1981 WD4             | 18 листопада 1981 | Обсерваторія Цзицзіньшань                  | Обсерваторія Червона Гора                              |
| 3137 Горкі (Horky)                   | 1982 SM1             | 16 вересня 1982   | Обсерваторія Клеть                         | Антонін Мркос                                          |
| 3138 Сіні (Ciney)                    | 1980 KL              | 22 травня 1980    | Обсерваторія Ла-Сілья                      | Анрі Дебеонь                                           |
| 3139 Шаньтоу (Shantou)               | 1980 VL1             | 11 листопада 1980 | Обсерваторія Цзицзіньшань                  | Обсерваторія Червона Гора                              |
| 3140 Стеллафанне (Stellafane)        | 1983 AO              | 9 січня 1983      | Станція Андерсон-Меса                      | Браян Скіфф                                            |
| 3141 Бачер (Buchar)                  | 1984 RH              | 2 вересня 1984    | Обсерваторія Клеть                         | Антонін Мркос                                          |
| 3142 Кілопі (Kilopi)                 | 1937 AC              | 9 січня 1937      | Обсерваторія Ніцци                         | Андре Патрі                                            |
| 3143 Джинкемпбелл (Genecampbell)     | 1980 UA              | 31 жовтня 1980    | Гарвардська обсерваторія                   | Гарвардська обсерваторія                               |
| 3144 Броше (Brosche)                 | 1931 TY1             | 10 жовтня 1931    | Обсерваторія Гейдельберг-Кеніґштуль        | К. В. Райнмут                                          |
| 3145 Волтер Адамс (Walter Adams)     | 1955 RY              | 14 вересня 1955   | Обсерваторія Ґете Лінка                    | Університет Індіани                                    |
| 3146 Дато (Dato)                     | 1972 KG              | 17 травня 1972    | КрАО                                       | Смирнова Тамара Михайлівна                             |
| 3147 Саманта (Samantha)              | 1976 YU3             | 16 грудня 1976    | КрАО                                       | Черних Людмила Іванівна                                |
| 3148 Гречко (Grechko)                | 1979 SA12            | 24 вересня 1979   | КрАО                                       | Черних Микола Степанович                               |
| 3149 Окуджава (Okudzhava)            | 1981 SH              | 22 вересня 1981   | Обсерваторія Клеть                         | Зденька Ваврова                                        |
| 3150 Тоса (Tosa)                     | 1983 CB              | 11 лютого 1983    | Обсерваторія Ґейсей                        | Тсутому Секі                                           |
| 3151 Талбот (Talbot)                 | 1983 HF              | 18 квітня 1983    | Станція Андерсон-Меса                      | Норман Томас                                           |
| 3152 Джонс (Jones)                   | 1983 LF              | 7 червня 1983     | Університетська обсерваторія Маунт-Джон    | Алан Ґілмор, Памела Кілмартін                          |
| 3153 Лінкольн (Lincoln)              | 1984 SH3             | 28 вересня 1984   | Станція Андерсон-Меса                      | Браян Скіфф                                            |
| 3154 Ґрант (Grant)                   | 1984 SO3             | 28 вересня 1984   | Станція Андерсон-Меса                      | Браян Скіфф                                            |
| 3155 Лі (Lee)                        | 1984 SP3             | 28 вересня 1984   | Станція Андерсон-Меса                      | Браян Скіфф                                            |
| 3156 Еллінґтон (Ellington)           | 1953 EE              | 15 березня 1953   | Королівська обсерваторія Бельгії           | Альфред Шмітт                                          |
| 3157 Новіков (Novikov)               | 1973 SX3             | 25 вересня 1973   | КрАО                                       | Журавльова Людмила Василівна                           |
| 3158 Анґа (Anga)                     | 1976 SU2             | 24 вересня 1976   | КрАО                                       | Черних Микола Степанович                               |
| 3159 Прокоф'єв (Prokofʹev)           | 1976 US2             | 26 жовтня 1976    | КрАО                                       | Смирнова Тамара Михайлівна                             |
| 3160 Анжерхофер (Angerhofer)         | 1980 LE              | 14 червня 1980    | Станція Андерсон-Меса                      | Едвард Бовелл                                          |
| 3161 Біделл (Beadell)                | 1980 TB5             | 9 жовтня 1980     | Паломарська обсерваторія                   | Керолін Шумейкер                                       |
| 3162 Ностальжі (Nostalgia)           | 1980 YH              | 16 грудня 1980    | Станція Андерсон-Меса                      | Едвард Бовелл                                          |
| 3163 Randi                           | 1981 QM              | 28 серпня 1981    | Паломарська обсерваторія                   | Чарльз Коваль                                          |
| 3164 Праст (Prast)                   | 6562 P-L             | 24 вересня 1960   | Паломарська обсерваторія                   | К. Й. ван Гаутен, І. ван Гаутен-Ґроневельд, Т. Герельс |
| 3165 Мікава (Mikawa)                 | 1984 QE              | 31 серпня 1984    | Тойота                                     | Кендзо Судзукі, Такеші Урата                           |
| 3166 Клондайк (Klondike)             | 1940 FG              | 30 березня 1940   | Турку                                      | Ірйо Вяйсяля                                           |
| 3167 Бабкок (Babcock)                | 1955 RS              | 13 вересня 1955   | Обсерваторія Ґете Лінка                    | Університет Індіани                                    |
| 3168 Ломницький Штит (Lomnicky Stit) | 1980 XM              | 1 грудня 1980     | Обсерваторія Клеть                         | Антонін Мркос                                          |
| 3169 Остро (Ostro)                   | 1981 LA              | 4 червня 1981     | Станція Андерсон-Меса                      | Едвард Бовелл                                          |
| 3170 Джанібеков (Dzhanibekov)        | 1979 SS11            | 24 вересня 1979   | КрАО                                       | Черних Микола Степанович                               |
| 3171 Ваншоугуань (Wangshouguan)      | 1979 WO              | 19 листопада 1979 | Обсерваторія Цзицзіньшань                  | Обсерваторія Червона Гора                              |
| 3172 Гірст (Hirst)                   | 1981 WW              | 24 листопада 1981 | Станція Андерсон-Меса                      | Едвард Бовелл                                          |
| 3173 МакНот (McNaught)               | 1981 WY              | 24 листопада 1981 | Станція Андерсон-Меса                      | Едвард Бовелл                                          |
| 3174 Алькок (Alcock)                 | 1984 UV              | 26 жовтня 1984    | Станція Андерсон-Меса                      | Едвард Бовелл                                          |
| 3175 Нетто (Netto)                   | 1979 YP              | 16 грудня 1979    | Обсерваторія Ла-Сілья                      | Анрі Дебеонь, Едґар Нетто                              |
| 3176 Паоліккі (Paolicchi)            | 1980 VR1             | 13 листопада 1980 | Обсерваторія Піскештето                    | Зоран Кнежевіч                                         |
| 3177 Чіллікоте (Chillicothe)         | 1934 AK              | 8 січня 1934      | Ловеллівська обсерваторія                  | Г. Л. Джіклас                                          |
| 3178 Йосіцуне (Yoshitsune)           | 1984 WA              | 21 листопада 1984 | Тойота                                     | Кендзо Судзукі, Такеші Урата                           |
| 3179 Беруті (Beruti)                 | 1962 FA              | 31 березня 1962   | Обсерваторія Ла-Плата                      | Обсерваторія Ла-Плата                                  |
| 3180 Морган (Morgan)                 | 1962 RO              | 7 вересня 1962    | Обсерваторія Ґете Лінка                    | Університет Індіани                                    |
| 3181 Ахнерт (Ahnert)                 | 1964 EC              | 8 березня 1964    | Обсерваторія Карла Шварцшильда             | Фреймут Борнген                                        |
| 3182 Сіманто (Shimanto)              | 1984 WC              | 27 листопада 1984 | Обсерваторія Ґейсей                        | Тсутому Секі                                           |
| 3183 Францкайзер (Franzkaiser)       | 1949 PP              | 2 серпня 1949     | Обсерваторія Гейдельберг-Кеніґштуль        | К. В. Райнмут                                          |
| 3184 Раб (Raab)                      | 1949 QC              | 22 серпня 1949    | Республіканська обсерваторія Йоганнесбурга | Ернест Джонсон                                         |
| 3185 Клінтфорд (Clintford)           | 1953 VY1             | 11 листопада 1953 | Обсерваторія Ґете Лінка                    | Університет Індіани                                    |
| 3186 Мануїлова (Manuilova)           | 1973 SD3             | 22 вересня 1973   | КрАО                                       | Черних Микола Степанович                               |
| 3187 Далянь (Dalian)                 | 1977 TO3             | 10 жовтня 1977    | Обсерваторія Цзицзіньшань                  | Обсерваторія Червона Гора                              |
| 3188 Джекабсонс (Jekabsons)          | 1978 OM              | 28 липня 1978     | Пертська обсерваторія                      | Пертська обсерваторія                                  |
| 3189 Пенза (Penza)                   | 1978 RF6             | 13 вересня 1978   | КрАО                                       | Черних Микола Степанович                               |
| 3190 Апошанський (Aposhanskij)       | 1978 SR6             | 26 вересня 1978   | КрАО                                       | Журавльова Людмила Василівна                           |
| 3191 Сванетія (Svanetia)             | 1979 SX9             | 22 вересня 1979   | КрАО                                       | Черних Микола Степанович                               |
| 3192 А'Херн (A'Hearn)                | 1982 BY1             | 30 січня 1982     | Станція Андерсон-Меса                      | Едвард Бовелл                                          |
| 3193 Елліот (Elliot)                 | 1982 DJ              | 20 лютого 1982    | Станція Андерсон-Меса                      | Едвард Бовелл                                          |
| 3194 Дорсі (Dorsey)                  | 1982 KD1             | 27 травня 1982    | Паломарська обсерваторія                   | Керолін Шумейкер                                       |
| 3195 Федченко (Fedchenko)            | 1978 PT2             | 8 серпня 1978     | КрАО                                       | Черних Микола Степанович                               |
| 3196 Маклай (Maklaj)                 | 1978 RY              | 1 вересня 1978    | КрАО                                       | Черних Микола Степанович                               |
| 3197 Вайсман (Weissman)              | 1981 AD              | 1 січня 1981      | Станція Андерсон-Меса                      | Едвард Бовелл                                          |
| 3198 Wallonia                        | 1981 YH1             | 30 грудня 1981    | Обсерваторія Верхнього Провансу            | Франсуа Доссен                                         |
| 3199 Nefertiti                       | 1982 RA              | 13 вересня 1982   | Паломарська обсерваторія                   | Керолін Шумейкер, Юджин Шумейкер                       |
| 3200 Фаетон (Phaethon)               | 1983 TB              | 11 жовтня 1983    | IRAS                                       | IRAS                                                   |

| Астероїди 1—10000 → |           |           |           |           |           |           |           |           |            |
| 1—100               | 1001—1100 | 2001—2100 | 3001—3100 | 4001—4100 | 5001—5100 | 6001—6100 | 7001—7100 | 8001—8100 | 9001—9100  |
| 101—200             | 1101—1200 | 2101—2200 | 3101—3200 | 4101—4200 | 5101—5200 | 6101—6200 | 7101—7200 | 8101—8200 | 9101—9200  |
| 201—300             | 1201—1300 | 2201—2300 | 3201—3300 | 4201—4300 | 5201—5300 | 6201—6300 | 7201—7300 | 8201—8300 | 9201—9300  |
| 301—400             | 1301—1400 | 2301—2400 | 3301—3400 | 4301—4400 | 5301—5400 | 6301—6400 | 7301—7400 | 8301—8400 | 9301—9400  |
| 401—500             | 1401—1500 | 2401—2500 | 3401—3500 | 4401—4500 | 5401—5500 | 6401—6500 | 7401—7500 | 8401—8500 | 9401—9500  |
| 501—600             | 1501—1600 | 2501—2600 | 3501—3600 | 4501—4600 | 5501—5600 | 6501—6600 | 7501—7600 | 8501—8600 | 9501—9600  |
| 601—700             | 1601—1700 | 2601—2700 | 3601—3700 | 4601—4700 | 5601—5700 | 6601—6700 | 7601—7700 | 8601—8700 | 9601—9700  |
| 701—800             | 1701—1800 | 2701—2800 | 3701—3800 | 4701—4800 | 5701—5800 | 6701—6800 | 7701—7800 | 8701—8800 | 9701—9800  |
| 801—900             | 1801—1900 | 2801—2900 | 3801—3900 | 4801—4900 | 5801—5900 | 6801—6900 | 7801—7900 | 8801—8900 | 9801—9900  |
| 901—1000            | 1901—2000 | 2901—3000 | 3901—4000 | 4901—5000 | 5901—6000 | 6901—7000 | 7901—8000 | 8901—9000 | 9901—10000 |